# Покур (Росія)
Поку́р (рос. Покур) — село у складі Нижньовартовського району Ханти-Мансійського автономного округу Тюменської області, Росія. Адміністративний центр та єдиний населений пункт Покурського сільського поселення.
Населення — 601 особа (2017, 688 у 2010, 718 у 2002).
Національний склад станом на 2002 рік: росіяни — 79 %.
Раніше існувало 2 населених пункти — Новий Покур та Старий Покур, які були об'єднані.